# Managementsystem Pyramide
Das Managementsystem Pyramide dient als Werkzeug zur Systemanalyse in Unternehmen.

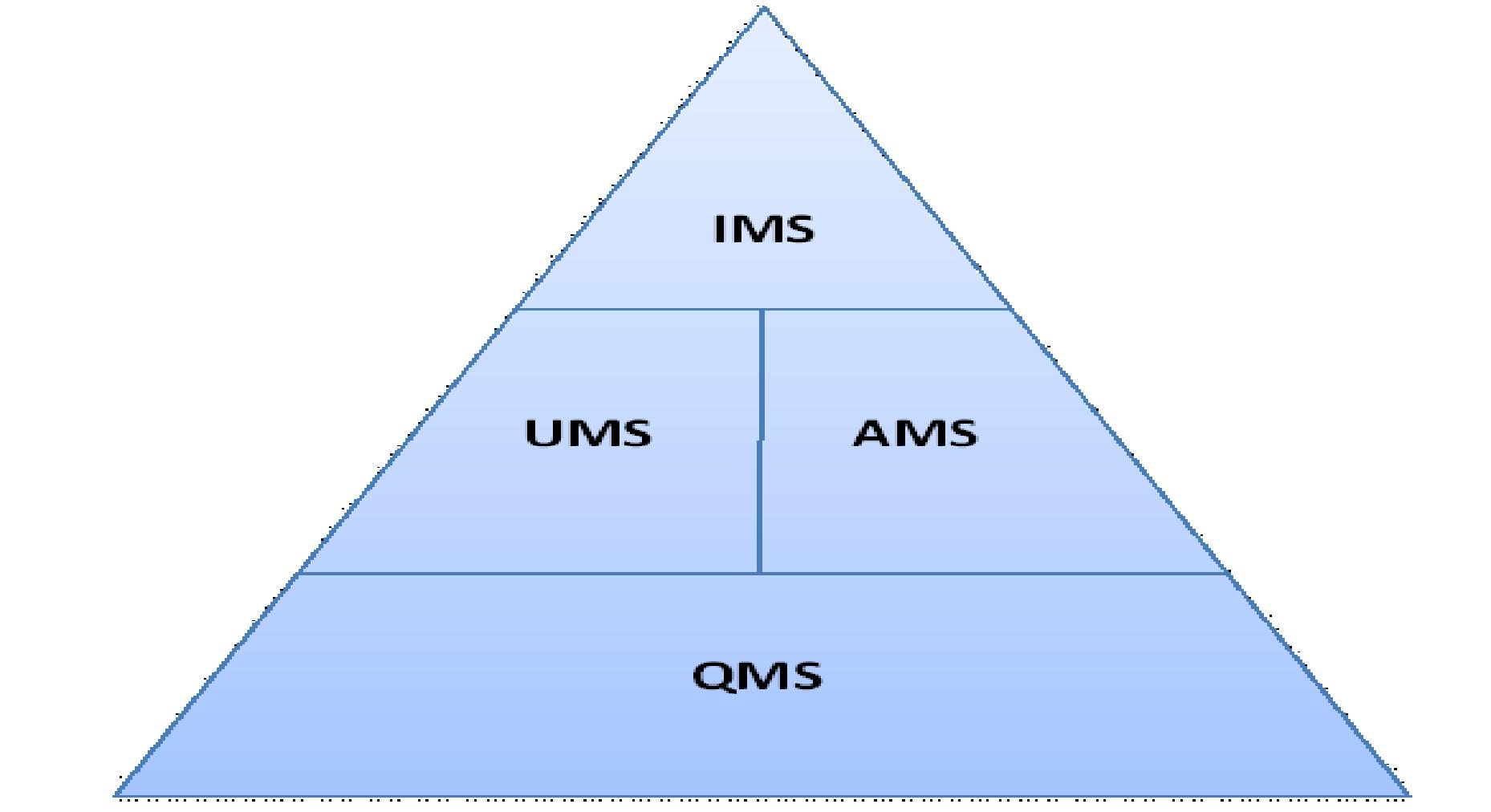
Beispiel einer Managementsystem-Pyramide

## Funktion
Die Pyramide kann aus mehreren Ebenen bestehen. In dem unteren Bereich wird das eventuell bestehende System eingetragen, z. B. das Qualitätsmanagementsystem nach DIN EN ISO 9001. Wenn der Unternehmer noch weitere Systeme, z. B. Arbeitsschutzmanagementsystem (AMS), Risikomanagementsystem (RMS), Umweltmanagementsystem (UMS), implementieren möchte, kann er das in den Ebenen darüber eintragen. In die Spitze der Pyramide wird das Unternehmensziel eingetragen, das in naher Zukunft erreicht werden soll. Das könnte z. B. das Integrierte Managementsystem (IMS) sein.